# دوستی (فیلم ۱۹۸۱)
دوستی (به هندی: Yaarana) فیلمی محصول سال ۱۹۸۱ و به کارگردانی راکش کومار است. در این فیلم بازیگرانی همچون آمیتاب باچان، امجد خان، نیتو سینگ، تانوجا، قادرخان، رانجیت ایفای نقش کرده‌اند. آمیتاب باچان در زمان ایفای نقش در این فیلم، تنها ۳۹ سال سن داشت. ساخت موسیقی این فیلم را نیز،راجیش روشن انجام داد.